# Nausinoella aphrospila
Nausinoella aphrospila és una arna de la família dels cràmbids. El nom científic d'aquesta espècie va ser publicat per primera vegada de manera oficial l'any 1936 per Meyrick.
L'espècie es troba a l'Àfrica tropical.